# 20 Yanvar (métro de Bakou)
Pour les articles homonymes, voir 20 Yanvar.
20 Yanvar (anciennement XI Gızıl Ordu) est une station de métro azerbaïdjanaise de la ligne 2 du métro de Bakou, située place 20 Yanvar, district Yasamal de la ville de Bakou.
Elle est mise en service en 1985 et renommée après les évènements du janvier Noir en 1990.

## Situation sur le réseau
Établie en souterrain, la station 20 Yanvar est située sur la ligne 2 du métro de Bakou, entre les stations İnşaatçılar, en direction de Xətai, et Memar Əcəmi, en direction de Dərnəgül.

## Histoire
La station XI Gızıl Ordu, réalisée par les architectes K.İ. Senchikhin et Y. Huseynov, est mise en service le 31 décembre 1985.
Elle est renommée « 20 Yanvar » après les évènements sanglants du 20 janvier 1990.